# Carrillo (tổng)
Carrillo là một tổng trong tỉnh Guanacaste, Costa Rica. Tổng này có diện tích 577,54 km², dân số năm 2008 là 32168 người..